# Съединените щати срещу Уиндзър
Съединените щати срещу Уиндзър е историческо дело във Върховния съд на САЩ.
По делото съдът решава да отмени глава 3 от закона, наречен Акт за защита на брака (известен като DOMA). Съдът установява, че законът нарушава личните свободи на гражданите и така противоречи на Петата поправка на Конституцията на САЩ.

## Предистория
Едит Уиндзър и Тиа Спайър, еднополова двойка, живееща в щата Ню Йорк, сключват граждански брак в провинция Онтарио, Канада, през 2007 г. Бракът им е законен на територията на щата Ню Йорк, в който живеят. Спайър умира през 2009 г., като е завещала недвижимото си имущество на Уиндзър. Едит Уиндзър подава молба да бъде освободена от плащането на данък върху наследството, понеже е законна съпруга на Спайър, а в САЩ вдовец или вдовица наследява имуществото на починалия съпруг или съпруга без да плаща данъци. Федералната служба за приходи (IRS) постановява, че по смисъла на глава 3 от DOMA терминът съпруг се отнася само за съпрузи от разнополови двойки, отхвърля молбата на Уиндзър и постановява да плати $363 053 данък върху наследството.

## Хронология
На 9 ноември 2010 г. Уиндзър подава жалба до съд в Ню Йорк, с която настоява за реимбурсиране на надплатения данък, понеже „DOMA прави разграничение между този и други бракове без основание“.
На 18 април 2011 г. със защитата на закона се заема Двупартийната правна комисия от Конгреса на САЩ, оглавявана от Пол Клемънт.
На 6 юни 2012 г. съдия Барбара Джоунс решава, че глава 3 от DOMA е противоконституционна, по-специално противоречаща на Петата поправка на Конституцията на САЩ, и осъжда федералното правителство да върне надвзетия данък със законната лихва. Апелативният съд на Втори окръг (U.S. Second Circuit Court of Appeals) потвърждава решението на 18 октомври 2012 г. Двупартийната комисия и Министерството на правосъдието обжалват решението пред Върховния съд на САЩ.
През декември 2012 г. съдът приема жалбата. На 27 март 2013 г. съдът изслушва пледоариите на страните по делото. На 26 юни 2013 г. с 5:4 гласа Върховният съд отменя глава 3 от DOMA като „отнемане на лични свободи в нарушение на Петата поправка“.
На 23 февруари 2013 г. министърът на правосъдието и главен прокурор на САЩ Ерик Холдър решава, че администрацията на президента Обама се съгласява с мотивите на жалбоподателката и че няма да защитава DOMA пред Върховния съд.

## Становище на мнозинството
С решението Върховният съд решава, че глава 3 от DOMA е противоконституционна и нарушава принципа за равна свобода на всички граждани. Автор на частта от решението, което изразява мнението на мнозинството от съдиите, е съдия Антъни Кенеди. Мнението е съподписано от съдии Рут Гинзбург, Стивън Брейер, Соня Сотомайор и Елена Кейгън. В аргументите за отмяна на DOMA се преплитат въпроси за компетенциите на федералната власт, за лични свободи, равенство и право на честен процес. В частта „мнение на мнозинството“ четем:
| „ | Главната последица от DOMA е идентифицирането на подмножество от законно сключени бракове и определянето им като неравни на другите бракове. Главната цел на DOMA е да наложи неравенство. DOMA подкопава смисъла на законността на браковете, сключени в даден щат; законът заявява на тези двойки, и на целия свят, че техните законни бракове са недостойни за федерално признание. Това поставя еднополовите бракове в нестабилно положение, обявява ги за второкласни. Това разграничение е унизително за двойките, чиито морални и сексуални избори Конституцията защитава, както съдът е установил по делото Лаурънс срещу Тексас (539 U.S. 558) за двойки, чиито брак щатът е решил да признае. Този закон унижава и десетките хиляди деца, възпитавани от еднополови двойки. Въпросният закон създава допълнителни трудности за децата да разберат целостта на техните семейства и близостта между родителите си и близостта между родителите и децата, създава им трудности във всекидневния живот и разбирането на свързаността на тяхното семейство с други семейства в общността им. Смисълът на DOMA е да се постави, по силата на правителствено решение, допълнително тегло над живота на еднополовите двойки, по виден и публичен начин. Този федерален закон е невалиден, понеже по нелегитимен начин действа в посока да очерни и нарани тези, които щатът, по силата на своите брачни закони, се стреми да защити, в целостта на техните личност и достойнство. Като настоява да се премахне тази защита и като се държи с тези хора като че ли живеят в брак, който е по-малко достоен за уважение от други, федералният закон нарушава Петата поправка. | “ |

## Становище на малцинството
Мнението на опозицията е написано от съдии Джон Робъртс, Антънин Скалиа, Самюъл Алито и е съподписано от Кларънс Томас.
Съдия Скалиа се опасява, че решението създава прецедент, с който да бъдат атакувани щатите, които забраняват еднополовите бракове.
| „ | Като обявява противниците на еднополовите бракове за „врагове на човешкото благоприличие“, мнозинството дава, в ръцете на всеки жалбоподател, средствата да атакува всеки щат, който ограничава браковете до тяхната традиционна дефиниция. | “ |